# Géry Verlinden
Géry  Verlinden, nacido el 1 de mayo de 1954 en Mortsel, es un ciclista belga que fue profesional de 1977 a 1986. Fue Campeón de Bélgica en ruta en 1979 y ganó el Campeonato de Zúrich al año siguiente.

## Palmarés
| 1976 - Circuito Franco-Belga, más 1 etapa - 1 etapa de la Ronde van de Kempen 1977 - 3 etapas de la Ronde van de Kempen 1978 - Milk Race - 1 etapa de la Vuelta a Suiza 1979 - Campeonato de Bélgica en Ruta 1980 - Le Samyn - Campeonato de Zúrich | 1981 - 1 etapa de la Vuelta a Alemania - Gran Premio de la Villa de Zottegem - 2.º en el Campeonato de Bélgica en Ruta - De Kustpijl Heist 1982 - Campeonato de Flandes - Omloop Mandel-Leie-Schelde 1984 - 1 etapa del Herald Sun Tour - Schaal Sels 1985 - Flèche Hesbignonne - 1 etapa del Herald Sun Tour |

## Resultados en las grandes vueltas
| Carrera         | 1977 | 1978 | 1979 | 1980 | 1981 | 1982 | 1983 | 1984 | 1985 | 1986 |
| --------------- | ---- | ---- | ---- | ---- | ---- | ---- | ---- | ---- | ---- | ---- |
| Giro de Italia  | -    | -    | -    | -    | -    | -    | -    | -    | -    | -    |
| Tour de Francia | -    | -    | Ab.  | 22.º | 25.º | Ab.  | -    | Ab.  | -    | -    |
| Vuelta a España | -    | -    | -    | -    | -    | -    | -    | -    | -    | -    |